# Таргульян, Виктор Оганесович
Ви́ктор Огане́сович Таргулья́н (10 августа 1934, Москва, СССР — 1 апреля 2023, США) — советский и российский учёный-почвовед и географ почв.
Основные направления работ: морфология, генезис, география почв, процессы почвообразования и выветривания в гумидных областях, эволюция почв, палеопочвоведение, общая теория почвоведения.

## Биография
Родился 10 августа 1934 года в Москве, в семье журналиста, мать — детский врач. Отец, Оганес Мирханович Таргульян, был репрессирован в 1937 году, расстрелян 9 мая 1938 года, реабилитирован 17 февраля 1954 года определением Военной коллегии Верховного суда СССР.
Учился в Тимирязевской сельскохозяйственной академии, на кафедре почвоведения под руководством С. П. Яркова и И. С. Кауричева. Свои первые полевые работы начал в 1954—1957 годах студентом-коллектором в экспедиционных отрядах Почвенного института АН СССР под руководством почвоведов-географов Е. Н. Ивановой, Н. А. Ногиной, К. П. Богатырёва, К. А. Уфимцевой в Селенгинской Даурии, Восточном Саяне, низовьях Лены и Индигирки.
В 1958—1960 годах на геологическом факультете МГУ прослушал курсы минералогии, кристаллооптики и петрографии.
В 1957 году защитил диплом на тему: «О первых стадиях почвообразования и выветривания на изверженных породах в тундровых и таёжных областях», принят на работу в отдел генезиса, географии и картографии почв Почвенного института АН СССР под руководством проф. Е. Н. Ивановой.
В 1962 году поступил в аспирантуру к И. П. Герасимову в Институт Географии АН СССР. В 1967 г. защитил диссертацию «Почвообразование и выветривание в холодных гумидных областях», представленную как кандидатская работа, но квалифицированную в процессе защиты как докторская диссертация.
В 1972 году по представлению И. П. Герасимова избран заведующим отделом географии почв и геохимии ландшафтов (позднее — лаборатория географии и эволюции почв, с 2017 года — вновь одноимённый отдел). В 1993 году передал руководство лабораторией С. В. Горячкину, остался в научном штате лаборатории.
С 1971 года вёл преподавательскую деятельность в МГУ, сначала на географическом факультете, а с 1974 года — на факультете почвоведения. Руководитель многих дипломных и кандидатских работ.
В 1972—1993 годах одновременно руководил лабораторией географии и эволюции почв Института географии АН СССР.
Член редколлегий журналов «Почвоведение» и «Известия РАН, серия географическая», почвенных журналов Китая, Польши и Эстонии.
Под его руководством защищено 5 кандидатских диссертаций.
В последние годы, воссоединившись с семьёй, проживал в Соединённых Штатах Америки.

## Научные достижения
Принимал участие в экспедиционных работах практически во всех природных поясах и зонах мира: Арктика и Субарктика, Восточная Сибирь и Дальний Восток, Русская равнина и Западная Сибирь; горные системы Полярного и Среднего Урала, Восточного Саяна, Алтая, Станового и Верхоянского хребтов, Алдана, Сихоте-Алиня, Кавказа, Закавказья и Тянь-Шаня; острова Японского моря, Сахалин, Камчатка. Семиаридные и аридные области исследованы в Курской лесостепи и южной степи Украины, пустынных регионах Средней Азии и Йемена (о. Сокотра). В трёх рейсах на НИС «Каллисто» и «Академик Несмеянов» (1976, 1980, 1984 гг.) исследованы почвы и коры выветривания более чем 50 тропических островов Тихого и Индийского океанов. Активно работал в длительных полевых экскурсиях в Канаде, ЮАР, Кении, Тунисе, Мексике, США, Китае, Австрии, Польше, Болгарии, Франции, Испании, Израиле.
Его исследования по северной тематике были изложены во многих статьях и в монографии «Почвообразование и выветривание в холодных гумидных областях» (1971). В этих работах обосновано выделение в холодных гумидных областях мира двух разных типов кор выветривания: обломочно-ферсиаллитной и глинисто-сиаллитной, которым соответствуют альфегумусовое (термин введён В. О. Таргульяном в 1967 г.) и глеево-элювиальное направления почвообразования. Им выделен новый тип почв — подбуры, объединивший многие региональные группы почв с иллювиально-алюмо-железисто-гумусовым профилем.
Предложил выделение бурозёмов иллювиально-гумусовых как почв, переходных от подбуров к собственно бурозёмам (с Р. Г. Грачёвой); выявлен новый тип внутрипочвенного выветривания базальтов в подбурах и подбелах Дальнего Востока — тимаферное селективное выветривание (с А. В. Куликовым и А. М. Ивлевым). Детальное изучение геохимии и минералогии гранитных сапролитов Сихоте-Алиня и Алдана позволило доказать их унаследованность от древних каолинитовых кор выветривания (с А. В. Куликовым). Вместе с И. А. Соколовым разработаны подходы к изучению и систематике вулканических почв Камчатки.
Полевые работы в гумидных тропиках и субтропиках позволили выявить стадийность преобразований основных пирокластов — от свежих пеплов до текстурно-дифференцированных ферраллитных почв (с И. В. Замотаевым и А. Г. Черняховским). На основании этих работ сделан важный вывод о возрастной некорректности выделения «зонального» гумидного ряда почв: почвы внетропических поясов имеют, в основном, голоценовый или верхне-плейстоценовый возраст, в то время как возраст ферраллитных почв тропиков значительно более древний. Предложена гипотеза эрозионно-денудационного разнообразия почв древних участков суши в гумидных субтропиках и тропиках. Совместно с П. В. Елпатьевским были вскрыты геохимические парадоксы низких коралловых островов — птичьих колоний в открытом океане. Здесь под влиянием обильных экскрементов морских птиц в рыхлом коралловом субстрате формируются карбонатные альфе-гумусовые почвы — «тропические подбуры».

### Теория почвоведения и географии почв
В 1970-х годах разработал методы детального иерархического изучения состава, организации и генезиса сложно организованных почв. Впервые результаты такого исследования были представлены на полевой экскурсии Х Международного Конгресса почвоведов в Москве в 1974 году, собравшей уникальную группу ведущих почвоведов мира, и существенно скорректировавшей представления о генезисе суглинистых текстурно-дифференцированных почв. В. О. Таргульяном с соавторами (Т. А. Соколовой, А. В. Куликовым и др.) была предложена синтетическая гипотеза: эти почвы формируются тремя главными группами процессов — лессиважа-партлювации, кислотного гидролиза и ферролиза глинистых силикатов, и элювиального оглеения. Результаты опубликованы в двух книгах «Организация, состав и генезис дерново-подзолистой почвы на покровных суглинках» (1974 г.). Иерархические исследования текстурно-дифференцированных почв были продолжены на новом уровне детализации и опубликовано в виде монографии (в соавторстве с М. А. Бронниковой, «Кутанный комплекс текстурно-дифференцированных почв», 2005). Позднее иерархические морфо-генетические исследования с успехом были проведены на других типах почв, включая почвы ветровальных комплексов (вместе с И. И. Васеневым, монография «Ветровалы и таёжное почвообразование», 1995). Эта методика оказалась продуктивной и при изучении в настоящее время, вместе с молодыми коллегами, погребённых палеозойских и плейстоценовых почв и педоседиментов Русской Равнины, Центральной Мексики, Австрии.
Развивал, вслед за И. П. Герасимовым, концепции элементарных почвообразовательных процессов (ЭПП).
Совместно с А. А. Армандом он вводит представления о характерных временах процессов почвообразования, которые легли в основу модели саморазвития почв; разрабатываются концепции «почвы-памяти» и «почвы-момента» (с И. А. Соколовым), поведения почв во времени (с А. Л. Александровским), климатических и неклиматических моделей педогенеза. Все эти положения уже вошли в активный обиход не только почвоведения, но и ряда смежных наук — географии, экологии, геоморфологии. Во время работы в Институте прикладного системного анализа (IIASA) в Австрии в 1989—1990 годах В. О. Таргульяну удалось объединить вокруг этих идей международный коллектив известных почвоведов для создания коллективной монографии «Global Soil Change» (1990).

## Награды и премии
- 2006 — Докучаевская медаль Международного союза наук о почве[12]
- 2011 — Золотая медаль имени В. В. Докучаева — за цикл работ «Развитие теории почвообразования и выветривания, закономерности поведения почв в пространстве и времени»[13]

## Членство в организациях
- Многие годы был членом Центрального Совета, а в 1989—2013 годах вице-президентом Докучаевского общества почвоведов. Почётный член ДОП[14].
- С 1990 года — вице-председатель, в 1994—1998 годах — председатель комиссии по генезису, географии и классификации почв Международного общества почвоведов;
- В 2002—2006 годах — председатель комиссии по генезису почв в секторе «Почва в пространстве и времени» Международного Союза наук о почве. Почётный член МСНП.